# Glod, Dâmbovița
Glod este un sat în comuna Moroeni din județul Dâmbovița, Muntenia, România.
Aici au fost filmate scene din filmul Borat!: Cultural Learnings of America for Make Benefit Glorious Nation of Kazakhstan. Sătenii au fost plătiți cu câte 15 lei de persoană pentru apariția lor în film, și li s-a spus că filmul urmează să fie un documentar despre viața grea a locuitorilor satului. Un documentar din seria BBC Storyville, When Borat Came to Town a fost distribuit pe canalul BBC pe acest subiect în anul 2008.